# 亞歷克斯·卡普夫斯基
亞歷克斯·卡普夫斯基（Alex Karpovsky，1975年9月23日—）是美國的一位導演、演員、劇作家、製作人和電影導演。他最著名的作品是在福斯廣播公司情景喜劇女孩我最大中飾演Ray Ploshansky角色。他曾就讀於牛津大學。